# Taurus (góry w Turcji)

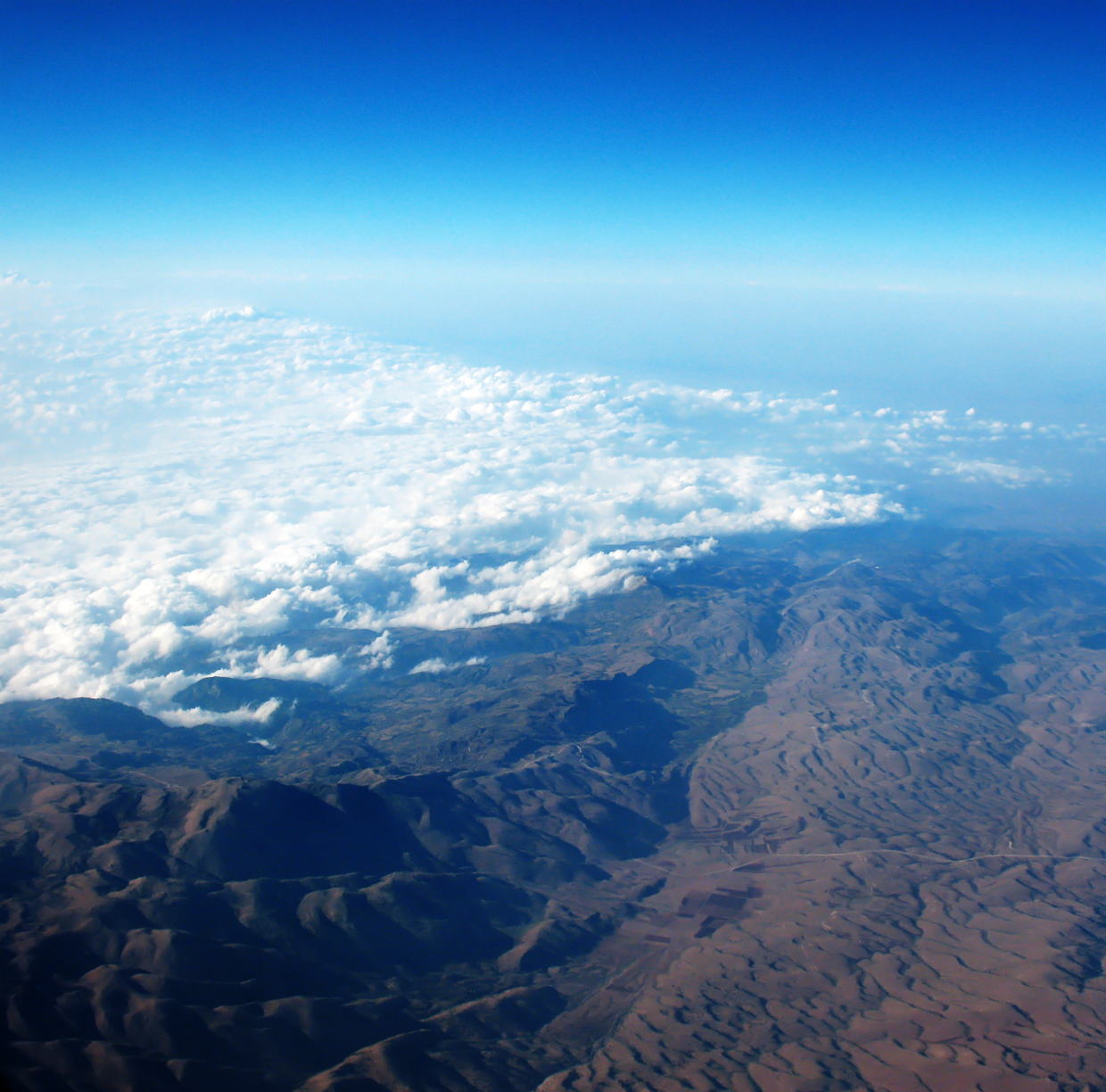
Góry Taurus

Taurus – łańcuch górski w południowej Turcji, graniczy z Wyżyną Anatolijską. Ciągnie się na długości ok. 1500 km i szerokości do ok. 200 km. Składa się z szeregu, często równoległych, pasm górskich i płaskowyży stromo opadających do Morza Śródziemnego i ku wąskim nizinom nadmorskim. 
Dzieli się na: 
- Taurus Zachodni – rzeźba alpejska (nad zatoką Antalya)
- Taurus Środkowy - dzieli się na Taurus Cylicyjski, Antytaurus, Bolkar Dağları[1] z najwyższym szczytem Taurusa – Kaldi Dag (3734 m n.p.m.)
- Taurus Wschodni  - dzieli się na Taurus Północny, Taurus Wewnętrzny i Taurus Armeński[1].

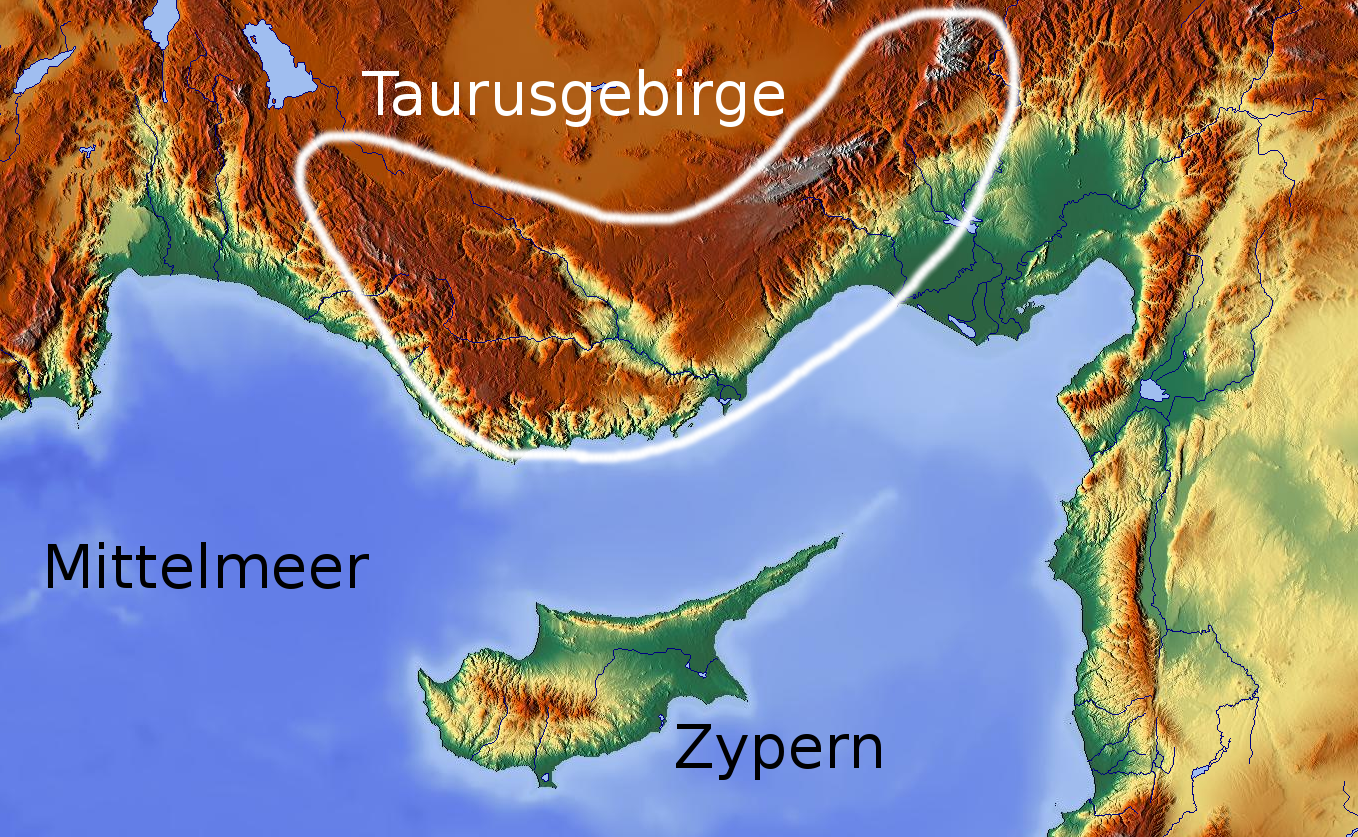
Obszar gór Taurus

Zbudowany głównie z wapieni, w części środkowej i wschodniej także ze skał metamorficznych, na wschodzie pokrywy law bazaltowych. Sfałdowany w orogenezie alpejskiej i położony w strefie aktywnej sejsmicznie. Rozwinięta rzeźba krasowa (liczne groty i jaskinie). 
Główne rzeki: Göksu, Seyhan, Ceyhan, Eufrat i Tygrys. 
Jeziora: Beyşehir i Eğridir w Taurusie Zachodnim.
Na stokach południowych roślinność śródziemnomorska (makia), w części północnej - półpustynie i stepy. W wyższych piętrach - resztki lasów z sosną, dębem, jodłą syryjską i cedrem libańskim. Powyżej 3500 m n.p.m. lodowce górskie. Bogate złoża rud chromu, miedzi, a także obsydianu w Taurusie Armeńskim.